# Should Tall Men Marry?
Should Tall Men Marry? é um filme mudo do gênero comédia produzido nos Estados Unidos e lançado em 1928.